# Malt Provsti
Malt Provsti er et provsti i Ribe Stift.
Malt Provsti består af 25 sogne med 26 kirker, fordelt på 12 pastorater.

## Pastorater
| Pastorater i Malt Provsti          | Pastorater i Malt Provsti | Pastorater i Malt Provsti |
| ---------------------------------- | ------------------------- | ------------------------- |
| Andst Pastorat                     | Askov-Malt Pastorat       | Åstrup Pastorat           |
| Brørup-Folding Pastorat            | Frøs Pastorat             | Gesten Pastorat           |
| Holsted-Føvling-Stenderup Pastorat | Jels Pastorat             | Lindknud-Hovborg Pastorat |
| Skodborg-Skrave Pastorat           | Veerst-Bække Pastorat     | Vejen-Læborg Pastorat     |

## Sogne
| Sogne i Malt Provsti | Sogne i Malt Provsti | Sogne i Malt Provsti |
| -------------------- | -------------------- | -------------------- |
| Andst Sogn           | Askov Sogn           | Brørup Sogn          |
| Bække Sogn           | Folding Sogn         | Føvling Sogn         |
| Gesten Sogn          | Hjerting Sogn        | Holsted Sogn         |
| Hovborg Sogn         | Jels Sogn            | Lindknud Sogn        |
| Lintrup Sogn         | Læborg Sogn          | Malt Sogn            |
| Rødding Sogn         | Sankt Peders Sogn    | Skodborg Sogn        |
| Skrave Sogn          | Stenderup Sogn       | Sønder Hygum Sogn    |
| Veerst Sogn          | Vejen Sogn           | Øster Lindet Sogn    |
| Åstrup Sogn          |                      |                      |